# Nihil obstat
Nihil obstat è una locuzione latina, corrispondente all'espressione italiana «nulla osta» o «nullaosta» (che ne è la traduzione) indicante l'autorizzazione, o un permesso che precede l'autorizzazione vera e propria, da parte di una competente autorità ecclesiastica o civile a compiere una determinata azione.

## Utilizzo del termine

### Chiesa Cattolica
L'espressione latina viene utilizzata dalla Chiesa cattolica per indicare taluni tipi di autorizzazione da essa concessi, tra cui:
- l'autorizzazione ad aprire un processo di canonizzazione;
- il previo giudizio favorevole all'autorizzazione alla stampa (imprimatur) di un libro da parte di una persona incaricata di esaminarne il testo, ma che non possiede la facoltà di autorizzare a stamparlo (nihil obstat quominus imprimatur, «nulla osta a che si stampi»).[2]

### Diritto
Nell'accezione corrente il termine, nella lingua italiana, è anche utilizzato come sinonimo di autorizzazione, soprattutto amministrativa, in una pluralità di contesti, come ad esempio quella, verbale o scritta su appositi moduli alla circolazione di un treno su un determinato tratto di strada ferrata senza il quale non potrebbe partire dalla stazione ferroviaria in cui si trovi.